# تکسارکانا (آرکانزاس)
تکسارکانا (آرکانزاس) (به انگلیسی: Texarkana, Arkansas) یک شهر در ایالات متحده آمریکا با جمعیت ۲۹٬۹۱۹ نفر است که در آرکانزاس واقع شده‌است.

## موقعیت جغرافیایی
موقعیت جغرافیایی شهرها و مناطق اطراف به شرح زیر است: